# Enolmis acanthella
Espèce
Enolmis acanthella est une espèce de lépidoptères (papillons) de la famille des Scythrididae.

## Biologie
Univoltin, l'imago est visible de mai à septembre.

## Confusions possibles
- Enolmis seeboldiella
- Enolmis agenjoi